# Аллахвердиев, Эльдар Гафарович
Эльдар Гафарович Аллахвердиев (род. 28 июня 1978, Конотоп, Сумская область) — украинский футболист, полузащитник, футзалист.

## Игровая карьера
В футбол начинал играть в любительской команде «Славянец» (Конотоп). В 1997 году перешёл в возрождённый во второй лиге «Борисфен», где, с перерывами, играл до 2001 года.
В 1999 году провёл в составе СК «Николаев» три матча в высшей лиге чемпионата Украины. Первый матч — 3 апреля 1999 года «Металлург» (Мариуполь) — СК «Николаев», 3:0.
Далее выступал в клубах второй лиги «Рось» (Белая Церковь) и «Десна» (Чернигов).
С 2004 года играл в любительских и мини-футбольных командах.
Некоторое время провёл в команде чемпионата Польши.